# Miljø 103
Y342 Miljø 103 er et af Søværnets miljøskibe.
Skibstypen kaldes også et lægtvandsfartøj (lægt vand kaldes det, når vanddybden er under 1/25 af bølgelængden). Med sin ringe dybgang (kun 60 cm) kan Miljø 103 komme meget tæt ind på land. En del af årsagen til den lave dybgang er, at skibets fremdrivning består af waterjets frem for traditionelle skruer.
Skibet anvender en skimmerbørste i stævnen til at samle olie op med, hvorefter olien bliver pumpet agterud og dernæst fyldt på plasticsække, der bliver forseglet og derefter smidt overbord. Da olie er lettere end vand vil disse sække med olie flyde på overfladen og kan efterfølgende samles op når forureningen er fjernet. På grund af dette princip behøver skibet ikke at medbringe en beholder til den opsamlede olie og kan derfor arbejde noget mere selvstændigt end Miljø-klassen, der er afhængig af større enheder eller pramme.
Der er tanker fremme om, at marinehjemmeværnets besætninger skal kunne betjene Miljø 103.